# العرايسية
العَرَايِسِيّة قرية تقع بعمادة عين بومرة بمعتمدية السبيخة بولاية القيروان من الوسط التونسي.